# Юкка славная
Юкка славная (лат. Yucca gloriosa) — многолетнее вечнозеленое однодомное растение, вид рода Юкка семейства Спаржевые (Asparagaceae).

## Описание
Многолетний вечнозелёный кустарник образующий колоний из розеток  или небольшое дерево до 5 метров, обычно не более 1,5-2,5 метров в высоту. Юкка славная в молодом возрасте бесстебельная, в зрелом возрасте образует ствол или несколько коротких ветвистых стволов.
Листья линейно-ланцетные мечевидные плавно расширяющиеся от основания к середине до 2/3 длины и затем к вершине снова сужающиеся, и заканчивающиеся колючей иглой , тёмно-зелёного цвета с сизым налётом и желтовато-коричневым кантом по краю , с преимущественно гладкими, или редко зазубренными, слегка волнистыми краями, близ основания в молодом возрасте мелкопильчатые, растущие из розетки или на верхушке стебля, длинной 36—50 до 100 см и шириной 3,5— 6 см.
Соцветие метёлка высотой 60—150 см.
Цветы колокольчатые белые или зеленовато-белые с фиолетово-красным пятном близ основания с наружной стороны околоцветника.
Плод мясистая 6 гранная коробочка, длиной 2,5—8 см.
Семена чёрного цвета, плоские 5—8 мм в диаметре.
Хромосомный набор 2n = 50

## Распространение и среда обитания
Растение распространено от Северной Каролины на севере до северной части Флориды на юге и до Луизианы на западе (включая подвид Yucca gloriosa var. recurvifolia).

## В литературе
Упоминается под наименованием "испанский меч" (Spanish dagger) в новелле О. Генри "Маркиз и мисс Салли". 